# La Pobla de Ferran
La Pobla de Ferran és una entitat de població del municipi de Passanant i Belltall, a la comarca de la Conca de Barberà.
El poble o llogaret se situa damunt d'un petit tossal, al nord-oest del terme municipal. Un branc a la carretera T-222 és la seva principal via de comunicació.
La Pobla de Ferran es funda a recer del castell de Ferran, del qual encara en queda una torre, de planta quadrada, que es va restaurar al final de la dècada del 1970. També es conserven la portalada de l'antiga església romànica, integrada en un edifici utilitzat actualment com a magatzem agrícola, i les restes del portal situat vora el camí que va a Guimerà que indicaren que el nucli urbà fou emmurallat en alguna època.
Al començament del segle XX tenia nou cases però arran d'uns fets tràgics succeïts l'any 1928, en els quals Josep Marimon, conegut com el Noi de Ca l'Hostaler, matà unes deu persones, entre dones i criatures, el llogarret s'anà despoblant progressivament.
Prop del terme s'han trobat sepulcres de fossa, una cista megalítica al pla del bosc de la Sala i una pedra megalítica amb símbols solars, aquesta última descoberta per Enric Moreu-Rey.